# Portrait de Sir Richard Southwell
Le Portrait de Sir Richard Southwell est une peinture du maître de la Renaissance allemande Hans Holbein le Jeune, exécutée vers 1536-1537. Elle est conservée dans la galerie des Offices, à Florence.
La peinture a été commanditée par le grand-duc Cosme II de Médicis, en 1620, à Thomas Howard, duc d'Arundel, pour combler une lacune dans les collections familiales. Elle est arrivée à Florence en avril 1621, lorsque Cosme était déjà mort. Elle appartient à la maturité de la carrière de Holbein, et un dessin préparatoire de la peinture (avec l'inscription « Chevalier Southwell ») existe dans les collections royales du Château de Windsor. Le musée du Louvre conserve une copie, apportée à Paris au cours des invasions napoléoniennes de l'Europe. Une copie du dessin d'Holbein a été réalisée par Georges Seurat vers 1877. 

## Description
Richard Southwell a été un conseiller privé du roi Henri VIII d'Angleterre et son portrait a été réalisé par Holbein, devenu peintre de la cour peu de temps auparavant, en 1536, comme noté dans l'inscription. Cette dernière se lit comme suit :  X° IVLII ANNO H[ENRICI] VIII XXVIII° / ETATIS SUAE ANNO XXXIII. 

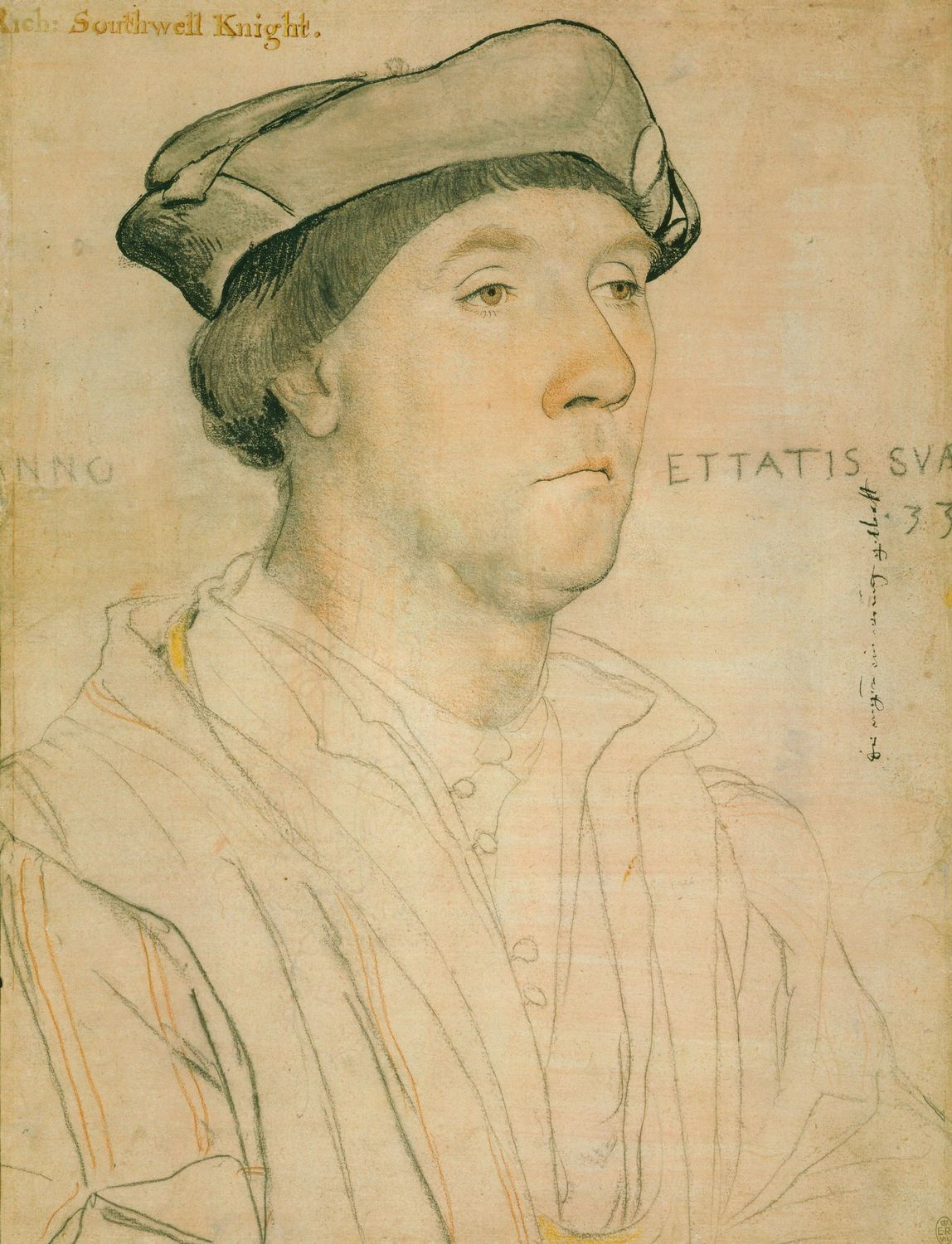
Dessin préparatoire.

Le tableau avait autrefois un encadrement en ébène, dont seuls les médaillons décoratifs en argent subsistent, avec les armoiries des Médicis, des Arundel, des Southwell et le nom du peintre. Celles ci datent probablement de l'acquisition par le Grand-duc de Toscane au XVIIe siècle.

## Sources
- Gloria Fossi, Uffizi : arte, storia, collezioni, Florence, Giunti, 2004, 638 p. (ISBN 88-09-03675-1, lire en ligne)